# Quint Minuci Esquilí Augurí
Quint Minuci Esquilí Augurí (en llatí Quinctius Minucius Esquilinus Augurinus) va ser un magistrat romà del segle v aC. Formava part de la família Augurí, una branca patrícia de la gens Minúcia.
Era germà de Lluci Minuci Esquilí Augurí que va ser cònsol l'any 458 aC. Ell mateix va ser també cònsol el 457 aC. Va conduir la guerra contra els sabins, però no podia fer més que assolar les seves terres, ja que els sabins es tancaven a les seves ciutats fortificades.